# Pyengana
Pyengana är en ort i Australien. Den ligger i kommunen Break O'Day och delstaten Tasmanien, i den sydöstra delen av landet, omkring 190 kilometer norr om delstatshuvudstaden Hobart.
Trakten runt Pyengana är nära nog obefolkad, med mindre än två invånare per kvadratkilometer.. Närmaste större samhälle är St Helens, omkring 19 kilometer öster om Pyengana. 
I omgivningarna runt Pyengana växer i huvudsak städsegrön lövskog. Genomsnittlig årsnederbörd är 925 millimeter. Den regnigaste månaden är november, med i genomsnitt 123 mm nederbörd, och den torraste är januari, med 42 mm nederbörd.